# Діпвотер (Міссурі)
Діпвотер (англ. Deepwater) — місто (англ. city) в США, в окрузі Генрі штату Міссурі. Населення — 355 осіб (2020).

## Географія
Діпвотер розташований за координатами 38°15′33″ пн. ш. 93°46′30″ зх. д. / 38.25917° пн. ш. 93.77500° зх. д. (38.259188, -93.775135).  За даними Бюро перепису населення США в 2010 році місто мало площу 2,22 км², з яких 2,20 км² — суходіл та 0,03 км² — водойми.

## Демографія
Згідно з переписом 2010 року, у місті мешкали 433 особи в 188 домогосподарствах у складі 125 родин. Густота населення становила 195 осіб/км².  Було 240 помешкань (108/км²).
Расовий склад населення:
| - 98,8 % — білих - 0,5 % — корінних американців |

До двох чи більше рас належало 0,7 %. Частка іспаномовних становила 1,6 % від усіх жителів.
За віковим діапазоном населення розподілялося таким чином: 18,0 % — особи молодші 18 років, 61,0 % — особи у віці 18—64 років, 21,0 % — особи у віці 65 років та старші. Медіана віку мешканця становила 45,1 року. На 100 осіб жіночої статі у місті припадало 95,9 чоловіків;  на 100 жінок у віці від 18 років та старших — 100,6 чоловіків також старших 18 років.
Середній дохід на одне домашнє господарство  становив 32 934 долари США (медіана — 27 625), а середній дохід на одну сім'ю — 39 441 долар (медіана — 35 833). За межею бідності перебувало 22,0 % осіб, у тому числі 20,9 % дітей у віці до 18 років та 14,1 % осіб у віці 65 років та старших.
Цивільне працевлаштоване населення становило 135 осіб. Основні галузі зайнятості: освіта, охорона здоров'я та соціальна допомога — 19,3 %, виробництво — 15,6 %, роздрібна торгівля — 11,9 %, будівництво — 11,9 %.